# Holcojoppa bicolor
Holcojoppa bicolor là một loài tò vò trong họ Ichneumonidae.